# Дипентодон
Dipentodon sinicus — единственный вид монотипного рода Дипентодон (лат. Dipentodon) семейства Дипентодонтовые (лат. Dipentodontaceae). Долгое время этот вид был малоизученным и до недавнего времени его родственные связи оказывались неясными.

## Ареал
Обитает на юге Китая, севере Мьянмы и севере Индии. 

## Ботаническое описание
Dipentodon sinicus — небольшое листопадное дерево. Листья с прилистниками, очерёдные, простые, с зубчатым краем.
Форма соцветия широко варьирует, но оно всегда представляет собой укороченный зонтикообразный щиток, содержащий 25-30 мелких цветков. Цветки актиноморфные, желтовато-зелёные. Лепестки и чашелистики различимы слабо, их обычно 5, редко 7. Они свободные и срастаются лишь у основания. Гипантий очень короткий, поэтому завязь верхняя. Дисковидный нектарник внутритычиночный. Тычинки расположены супротивно чашелистикам. Завязь составляют три сросшихся плодолистика с двумя яйцеклетками. Завязь одногнёздная, но частично трёхгнёздная у основания.
Плод — односемянная косточковая коробочка.

## История
Dipentodon был назван и описан в 1911 году Стивеном Тройтом Данном (англ. Stephen Troyte Dunn) в издании, которое теперь именуется Kew Bulletin. Данн писал:

Название Dipentodon, предложенное для этого рода, отражает самую замечательную особенность его цветков, заключающуюся в точном сходстве лепестков и чашелистиков (если я могу так их называть) и их расположении практически на одной окружности, что создаёт видимость десятизубчатого околоцветника.
Dipentodon был помещён в собственное семейство Элмером Дрю Мерриллом, но это выделение не поддержали. Вместо этого большая часть авторов относила этот род в плохо определённое и разнородное семейство Флакуртиевые (лат. Flacourtiaceae). В XXI веке семейство флакуртиевые признаётся лишь небольшим числом систематиков, и то в более узком варианте, чем до этого. Dipentodon не имеет родственных связей и с этим «уменьшенным» семейством флакуртиевые. Молекулярные филогенетические исследования привели к широкому признанию семейства Дипентодонтовые (лат. Dipentodontaceae) и его помещения в порядок Уэртеецветные (лат. Huerteales). Некоторые авторы определили его как монотипное, содержащее один род дипентодон, другие, следуя рекомендации после исследований 2006 года, поместили туда также перроттетию (лат. Perrottetia). Второй вариант был закреплён системой APG III (2009). В системе APG II (2003) положение дипентодона не определено.